# Eucalyptus mooreana
Eucalyptus mooreana är en myrtenväxtart som beskrevs av W.V. Fitzg. och Joseph Henry Maiden. Eucalyptus mooreana ingår i släktet Eucalyptus och familjen myrtenväxter. Inga underarter finns listade i Catalogue of Life.